# Valerie Sinason
| Portal:Europa | Portal:Europa |

Valerie Sinason britanska je pjesnikinja i psihoanalitičarka. Kao psihoterapeut, Sinason je poznata po tvrdnji da se sotonističko obredno zlostavljanje zbiva diljem Ujedinjenog Kraljevstva.

## Sotonističko zlostavljanje
Godine 1994., Sinason je uredila kolekciju eseja nazvanu Treating Survivors of Satanist Abuse. Prema esejima, sotonističko je zlostavljanje stvarno te je Sinason pružala psihoterapiju žrtvama zlostavljanja. Danas je uobičajeno mišljenje u zajednici psihologa i psihologica da je obredno zlostavljanje moralna panika.